# Зильберг, Лев Наумович
Ле́в Нау́мович Зи́льберг (15 сентября 1925 — не ранее 2008) — советский оператор документального и научно-популярного кино, заслуженный деятель искусств РСФСР (1983).

## Биография
Окончил операторский факультет ВГИКа в 1951 году, мастерская А. Гальперина, и до 1964 года работал на Дальневосточной студии кинохроники.
Принял участие в создании первого советского панорамного фильма «Широка страна моя» (1958). 
Впоследствии перешёл на киностудию «Центрнаучфильм». Кроме фильмов является автором множества сюжетов для советской кинопериодики: «Альманах кинопутешествий», «Наука и техника», «Новости дня», «Хочу всё знать».
В 1977 году стал участником похода ледокола «Арктика» на Северный полюс. Также бывшая на ледоколе Светлана Баранова позже вспоминала:

Кто-то из киногруппы, кажется оператор Лев Зильберг, пытался спасти от посягательств единственную муху, «зайцем» проникшую в ходовую рубку: «Не трогайте! Вы что! Она после полюса миллион будет стоить». И ведь послушались… Но на обратном пути мухи не стало. Наверное, всё-таки замёрзла на полюсе.

Член Союза кинематографистов СССР (Москва).
Скончался между 2008 и 2011 годами.

## Избранная фильмография
- 1957 — В горах Сихотэ-Алиня
- 1958 — Комсомольску-на-Амуре — 20 лет
- 1958 — Широка страна моя (совместно с С. Медынским, З. Фельдманом, В. Рыклиным, Г. Хольным)
- 1959 — Повесть о земле Якутской
- 1959 — Судьба одной книги
- 1961 — Во глубине сибирских руд
- 1961 — Русачок
- 1964 — Розыск продолжается[комм. 1]
- 1965 — Горизонт № 2
- 1967 — Дмитрий Шостакович. Эскизы к портрету композитора (совместно с В. Сивковым, В. Крунцем)[8][комм. 2]
- 1967 — Милое животное
- 1967 — Я тебе больше не тётя
- 1968 — Черты великого образа (совместно с Г. Чумаковым)
- 1969 — Ключи от хоккейных ворот (совместно с Г. Чумаковым)
- 1972 — Жизнь для будущего
- 1973 — Итак, аттракционы (совместно с Я. Ревзиным)[10]
- 1977 — К вершине планеты[11]
- 1977 — Самый долгий экзамен (совместно с О. Згуриди)[12]
- 1977 — Фарфор Петра Леонова[13]
- 1978 — Горячая Арктика[14]
- 1979 — Время жизни
- 1979 — На полюс! (совместно с Ю. Шкундовым, В. Леденёвым)[15]
- 1981 — Бороться и искать (совместно с Н. Вербловским, И. Кузнецовым, С. Рахомяги, Ю. Шкундовым)[16]
- 1981 — Лестница чувств[17]
- 1981 — О спорт, ты — мир! (в  соавторстве)
- 1983 — Фёдор Фёдорович Федоровский (совместно с Л. Фомичёвым)[18]
- 1985 — Белки — природные биополимеры (совместно с Н. Поповым, М. Якшиным)[19]
- 1985 — Основные задачи динамики

## Почётные звания
- заслуженный деятель искусств РСФСР (13 июня 1983)[1][20]

## Комментарии
1. ↑  Фильм удостоен приза на Международном кинофестивале в Оберхаузене (1965)[1].
2. ↑  Картине присуждена 1-я премия в категории научно-популярных фильмов на III Всесоюзном кинофестивале в Ленинграде (1968)[9].